# Alastor micralastor
Alastor micralastor är en stekelart som beskrevs av Giordani Soika 1958. Alastor micralastor ingår i släktet Alastor och familjen Eumenidae. Inga underarter finns listade i Catalogue of Life.